# 渡辺郁夫
渡辺 郁夫（わたなべ いくお、1958年 - ）は、広島経済大学教授、日本文学者。広島市出身。

## 人物
早稲田大学第一文学部東洋哲学専攻卒。広島市の修道中学校・高等学校国語科教諭を務める傍ら、SCL広島精神文化研究所において歎異抄をはじめとする文学研究に携わっている。
2021年3月31日、修道中学高等学校の教員を退職し、広島経済大学教授に就任。特筆性に疑念が示されているほどの無名な人物にもかかわらず編集履歴は非常に多い特異な人物である。

## 書籍

### 単著
- 『歎異抄を読む 悪人正機の時代を生きる』洛西書院 1999
- 『日と霊（ひ）と火』洛西書院 2002
- 『心の国語 中学編』SCL 2004
- 『こころの回廊 本願と出会う旅』みずのわ出版 2007
- 『心の国語 高校編』SCL 2007
- 『発掘歎異抄 親鸞を読み解く百話』みずのわ出版 2008
- 『歎異抄を歩む』みずのわ出版 2009
- 『本願海 浄土教論集一』SCL 2014
- 『無礙光 浄土教論集二』SCL 2014
- 『日本巡礼 国宝寺社の旅』SCL 2014
- 『和の光 文学と平和』SCL 2015
- 『四十八願講義』SCL 2015
- 『歎異抄講義』SCL 2016
- 『歓喜光 発掘歎異抄二』SCL 2016

### 編著
- 『十三番目の冥想 雨宮第慈（ダンテス・ダイジ）講話録』SCL 1993
- 『君がどうかい? 雨宮第慈講話録2』SCL 2002
- 『最高に生きたい 雨宮第慈講話録3』SCL 2003
- 『素直になる 雨宮第慈講話録4』SCL 2004